# 丽色果鸠
丽色果鸠（学名：Ptilinopus ornatus），是鸽形目鸠鸽科的一种鸟类。

## 特征
丽色果鸠体重约163克，翼长约150.7毫米，嘴峰长约18.6毫米，喙宽度约4毫米，喙厚度约4.5毫米，跗蹠长约23.6毫米，尾长约71.7毫米。丽色果鸠在其分布区内为留鸟，其栖息在半开放的高大的树木组成的森林中，食性为草食性，主要食物来源是水果。

## 亚种
- ：分布于新几内亚西北部（阿尔法克山和沿海的福格科普地区）。
- ：分布于新几内亚（西至独眼巨人山和奥宁半岛）。[4]